# Бернард Вукас
Бернард „Бајдо“ Вукас (Загреб, 1. мај 1927 — Загреб, 4. април 1983) био је југословенски фудбалски репрезентативац.

## Клубови
- 1938—1945 Конкордија Загреб
- 1945—1946 Аматер Загреб
- 1946—1947 НК Загреб[3]
- 1947—1957 НК Хајдук[3]
- 1957—1958 ФК Болоња
- 1958—1963 НК Хајдук
- 1963—1964 Аустрија Клагенфурт
- 1964—1965 ГАК Грац
- 1965—1966 Капфенберг
- 1967—1968 Хајдук[3]

Са Хајдуком, Вукас је освојио титулу првака СФРЈ три пута, 1950, 1952. и 1955, а титула 1950 је освојена без иједног пораза.
У сезони 1954/55, окитио се титулом најбољег стрелца првенства, са 20 постигнутих погодака.
Одиграо је 615 мечева за Хајдук и постигао је 300 голова. Године 2000 у анкети Вечерњег листа проглашен је најбољим хрватским фудбалером свих времена.

## Репрезентација
За репрезентацију Југославије, је одиграо 59 утакмица између 1948. и 1957, и постигао 22 гола, а био је учесник и светских првенстава 1950. и 1954.
Играо је за репрезентацију ФИФА на Вемблију против репрезентације Енглеске 21. октобра 1953. године поводом прославе 90. година енглеског фудбалског савеза. Утакмица је завршила резултатом 4:4, а Вукас био један од запаженијих актера — наместио је два гола а на њему је направљен и пенал који је реализовао Кубала. Две године касније у Белфасту играо је и за континенталну репрезентацију УЕФА на утакмици Европа - Велика Британија 13. августа 1955. коју је УЕФА добила са 4:1. Бернард Вукас је био најбољи играч - постигао је три гола - и тако потврдио да је те сезоне, само годину дана пре неголи је Франс фудбал по први пута доделио своју Златну лопту, био најбољи фудбалер Европе.